# Бессарабська митрополія
Бессара́бська митропо́лія (рум. Mitropolia Basarabiei), також Бессара́бська правосла́вна це́рква (рум. Biserica Ortodoxă Basarabeană) — автономна східно-православна митрополія в складі Православної церкви Румунії, канонічною юрисдикцією якого є територія Республіки Молдова, а також молдовська діаспора та румунськомовна православна діаспора з колишнього СРСР. Офіційно зареєстрована в липні 2002 року урядом Молдови. Використовує у своїй літургії візантійський обряд, румунську мову, новоюліанський календар, вона є частиною Східного християнства.
За власними даними, митрополича церква Бессарабії має 4 історичних єпископів-суфраганів, 15 архієпархій, 278 парафій та 10 скитів/монастирів. Як екзархат (екстериторіальний), митрополича церква Бессарабії включає кілька громад у Російській Федерації, Україні, Латвії, Литві, Естонії, а також дві парафії та монастир ченців у США.

## Історія
У 1812 р., після анексії Бессарабії Російською імперією, православні церкви були реорганізовані як Кишинівська та Хотинська єпархія, а Гавриїла Банулеску-Бодоні, популярного пропагандиста молдавсько-румунської мови та культури, призначено її першим архієпископом. Після 1821 р. церква розпочали розширену політику зросійщення.
У 1858 році, після повернення Південної Бессарабії Молдавії, яка незабаром об'єдналася з Валахією для утворення Румунії, православні церкви в Кагулі, Болграді та Ісмаїлі знову увійшли під юрисдикцію Румунської церкви Молдавської митрополії, яка заснувала єпархію Нижній Дунай, 1864 р. У 1878 р., після того, як Росія знову анексувала південну Бессарабію, юрисдикція Російської церкви була відновлена.
У 1918 році, після Унії Бессарабії з Румунією, архієпископ Кишинівський Анастасій був відсторонений після того, як він відмовився погодитися з вимогою Румунії про відокремлення від Російської православної церкви та інтеграцію єпархії до Румунської.

Адміністративний устрій Бессарабської митрополії Румунської православної церкви

Після проголошення незалежности Молдови в 1991 році частина духовенства відновила Бессарабську митрополію. Румунська Православна Церква вважала, що юрисдикція Митрополії Кишинівської та всієї Молдови може бути розповсюджуватися лише на етнічних росіян Молдови.
У 2004 році, після років юридичних перешкод та остаточного рішення Європейського суду з прав людини, Православна церква Бессарабії отримала офіційну реєстрацію, а Верховний Суд Республіки Молдова визнав її «духовною, канонічною, історичною спадкоємницею» Митрополичого Престолу Бессарабії, який діяв до 1944-го".
Це рішення продовжує залишатися основною сферою напружености з Московським патріархатом. Позиція Румунської православної церкви у суперечці з Російською православною церквою щодо територіальної юрисдикції полягає в тому, що обидва митрополичі Престоли повинні «мирно співіснувати і братерсько співпрацювати (…) узгоджуючись, з мудрістю та реалістичністю».
16 липня 2011 митрополитом Петром у селі Комишівка Ізмаїльського району Одеської області в присутності держсекретаря Румунії Еуджена Томака, депутатів румунського парламенту, представників громадськости та ЗМІ був освячений храм на честь свв. ап. Петра і Павла, що викликало негативну реакцію ієрархів РПЦвУ.

## Організація та структура
У даний час ця митрополія визнається лише деякими іншими православними церквами, тільки РПЦ виступає проти її визнання усіма ними. Нинішнім митрополитом Бессарабії є Петру Педурару (народився 24 жовтня 1946 року в Чиганці, обраний митрополитом у 1992 році). Митрополія налічує близько третини православної громади Молдови.

### Єпархії
Бессарабська митрополія складається з чотирьох єпархій:
- Кишинівська архієпископія
- Білгородсько-Ізмаїльська (або Південно-Бессарабська)
- Хотинська
- Дубоссарська і всього Придністров'я